# Diseases Database
Diseases Database – baza danych medycznych o darmowym, nieograniczonym dostępie, zawierająca informacje dotyczące chorób, ich objawów i leczenia. Wykorzystuje Unified Medical Language System (UMLS).